# Contea di San Mateo
La contea di San Mateo (in inglese San Mateo County) è una contea della California, nella San Francisco Bay Area.  Il capoluogo di contea è Redwood City. Nel 2010 la popolazione era di 718 451 abitanti.

## Geografia fisica
La contea si trova nel centro-ovest dello Stato, sulla penisola di San Francisco, che termina a nord con la contea di San Francisco. A ovest si affaccia sull'Oceano Pacifico, mentre a este sulla baia di San Francisco. Il territorio è attraversato verticalmente dalle montagne di Santa Cruz ed è bagnato da diversi fiumi. Proprio per la sua geografia, montuosa e allo stempo tempo ricca di coste, qui si trovano diverse aree protette e parchi nazionali e statali, anche marini. Nella parte meridionale della contea comincia la Silicon Valley.
L'Aeroporto Internazionale di San Francisco si trova al confine settentrionale della contea.

### Contee confinanti
- Contea di San Francisco - nord
- Contea di Alameda - nord-est
- Contea di Santa Clara - est
- Contea di Santa Cruz - sud

## Storia
La contea fu creata nel 1856 dalla porzione meridionale della contea di San Francisco. Prende il nome di un'omonima missione nell'area.

## Comuni

### Cities
- Belmont
- Brisbane
- Burlingame
- Daly City
- East Palo Alto
- Foster City
- Half Moon Bay
- Menlo Park
- Millbrae
- Pacifica
- Redwood City (capoluogo)
- San Bruno
- San Carlos
- San Mateo
- South San Francisco

### Towns
- Atherton
- Colma
- Hillsborough
- Portola Valley
- Woodside

### Census-designated places
- Baywood Park
- Broadmoor
- El Granada
- Emerald Lake Hills
- Highlands (California)
- Ladera
- La Honda
- Loma Mar
- Montara
- Moss Beach
- North Fair Oaks
- Pescadero
- West Menlo Park